# Novak (televizijska serija)
Novak (engleski The Rookie) američka je televizijska serija iz 2018. godine.
Autor serije je Alexi Hawley koji ju je stvorio na temelju istinitih događaja, serija prati Johna Nolana, četrdesetpetogodišnjeg muškarca, koji postaje najstariji novak u policiji Los Angelesa. Glumac Nathan Fillion, tijekom jednog intervjua, rekao je da je televizijska serija inspirirana pričom o Billu Norcrossu
Serija se prikazuje na ABC-u od 16. listopada 2018., dok u Hrvatskoj se prikazuje premijerno na AXN Spin-u od 27. ožujka 2019.
U travnju 2023. ABC je u obnovio seriju za šestu sezonu.

## Radnja
Serija prati Johna Nolana, nedavno razvedenog 45-godišnjaka koji posjeduje građevinsku tvrtku i otac je studenta. John, nakon što je nehotice pomogao policiji tijekom pljačke banke u Foxburgu, seli se iz Pennsylvanije u Los Angeles kako bi ostvario svoj san da postane policajac policijske uprave Los Angelesa. Nakon što je diplomirao na policijskoj akademiji i postao najstariji policajac koji je ušao u službu, mora se snaći u opasnom, duhovitom i nepredvidljivom svijetu policajca.

## Glumačka postava
| Lik           | Glumac           | Sezona   | Sezona   | Sezona | Sezona   | Sezona   | Sezona | Sezona |
| Lik           | Glumac           | 1.       | 2.       | 3.     | 4.       | 5.       | 6.     | 7.     |
| ------------- | ---------------- | -------- | -------- | ------ | -------- | -------- | ------ | ------ |
| John Nolan    | Nathan Fillion   | Glavna   | Glavna   | Glavna | Glavna   | Glavna   | Glavna | Glavna |
| Angela Lopez  | Alyssa Diaz      | Glavna   | Glavna   | Glavna | Glavna   | Glavna   | Glavna | Glavna |
| Wade Grey     | Richard T. Jones | Glavna   | Glavna   | Glavna | Glavna   | Glavna   | Glavna | Glavna |
| Lucy Chen     | Melissa O'Neil   | Glavna   | Glavna   | Glavna | Glavna   | Glavna   | Glavna | Glavna |
| Tim Bradford  | Eric Winter      | Glavna   | Glavna   | Glavna | Glavna   | Glavna   | Glavna | Glavna |
| Nyla Harper   | Mekia Cox        |          | Glavna   | Glavna | Glavna   | Glavna   | Glavna | Glavna |
| Wesley Evers  | Shawn Ashmore    | Sporedna | Sporedna | Glavna | Glavna   | Glavna   | Glavna | Glavna |
| Bailey Nune   | Jenna Dewan      |          |          | Gost   | Glavna   | Glavna   | Glavna | Glavna |
| Aaron Thorsen | Tru Valentino    |          |          |        | Sporedna | Glavna   | Glavna |        |
| Celina Juarez | Lisseth Chavez   |          |          |        |          | Sporedna | Glavna | Glavna |

### Glavni likovi
- Nathan Fillion kao John Nolan, najstariji novak (Policajac III)
- Alyssa Diaz kao Angela Lopez, LAPD detektiv (Detektiv I)
- Richard T. Jones kao Wade Grey, narednik (Narednik II)
- Melissa O'Neil kao Lucy Chen: novak (Policajac II)
- Eric Winter kao Tim Bradford: časnik za obuku (Policajac III / Narednik I).
- Mekia Cox kao Nyla Harper, Nolanov novi časnik za obuku (Policijski detektiv I)
- Shawn Ashmore kao Wesley Evers, branitelj, koji izlazi sa Lopez
- Jenna Dewan kao Bailey Nune, vatrogasac, Nolanova djevojka
- Tru Valentino kao Aaron Thorsen, novi novak (Policajac I)
- Lisseth Chavez kao Celina Juarez, novi novak

### Bivši likovi
- Afton Williamson kao Talia Bishop, novi službenik za obuku (Policajac III) (sezona 1)
- Mercedes Mason kao Zoe Andersen, Nolanov zapovjednik (sezona 1; gost sezona 3)
- Titus Makin Jr. kao Jackson West, novak (Policajac II)  (sezona 1–3)

## Epizode
Serija se u Hrvatskoj premijerno prikazuje od 27. ožujka 2019. na kanalu AXN Spin i AXN, prve dvije sezone prikazane su i na kanalu RTL 2 i na streaming platformi Voyo od 2019. do 2021. i prva sezona na kanalu RTL u travnju 2020. godine. Od 31. siječnja 2024. prve četiri sezone dostupne su na streaming platformi Netflix, a od 19. veljače serija se prikazuje i na kanalu Doma TV.
| Sezona | Sezona | Epizoda | SAD prikazivanje (ABC) | SAD prikazivanje (ABC) | Hrvatsko prikazivanje (AXN Spin / AXN) | Hrvatsko prikazivanje (AXN Spin / AXN) | Hrvatsko prikazivanje (Doma TV) | Hrvatsko prikazivanje (Doma TV) |
| Sezona | Sezona | Epizoda | Premijera              | Finale                 | Premijera                              | Finale                                 | Premijera                       | Finale                          |
| ------ | ------ | ------- | ---------------------- | ---------------------- | -------------------------------------- | -------------------------------------- | ------------------------------- | ------------------------------- |
|        | 1.     | 20      | 16. listopada 2018.    | 16. travnja 2019.      | 27. ožujka 2019.                       | 7. kolovoza 2019.                      | 19. veljače 2024.               | 1. ožujka 2024.                 |
|        | 2.     | 20      | 29. rujna 2019.        | 10. svibnja 2020.      | 2. ožujka 2020.                        | 27. kolovoza 2020.                     | 4. ožujka 2024.                 | 18. ožujka 2024.                |
|        | 3.     | 14      | 3. siječnja 2021.      | 16. svibnja 2021.      | 22. ožujka 2021.                       | 21. lipnja 2021.                       | 18. ožujka 2024.                | 29. ožujka 2024.                |
|        | 4.     | 22      | 26. rujna 2021.        | 15. svibnja 2022.      | 7. ožujka 2022.                        | 1. kolovoza 2022.                      | 1. travnja 2024.                | 30. travnja 2024.               |
|        | 5.     | 22      | 25. rujna 2022.        | 5. svibnja 2023.       | 1. svibnja 2023.                       | 25. listopada 2023.                    | 1. svibnja 2024.                | 30. svibnja 2024.               |
|        | 6.     | 10      | 20. veljače 2024.      | 21. svibnja 2024.      | 9. svibnja 2024.                       | 4. srpnja 2024.                        | Još nije najavljeno             | Još nije najavljeno             |
|        | 7.     | 18      | 7. siječnja 2025.      | 13. svibnja 2025.      | Još nije najavljeno                    | Još nije najavljeno                    | Još nije najavljeno             | Još nije najavljeno             |

## Produkcija
U listopadu 2017., kada je serija naručena, Nathan Fillion dobio je ulogu Johna Nolana. Dana 7. veljače 2018. Afton Williamson i Eric Winter dobili su ulogu Talie Bishop, odnosno Tima Bradforda. Ubrzo nakon toga odabrani su Melissa O'Neil kao Lucy, Richard T. Jones kao narednik Wade Gray, Titus Makin kao Jackson West, Alyssa Diaz kao Angela, i Mercedes Mason kao kapetan zoe Andersen.
U siječnju 2018. godine Liz Friedlander potpisala je režiju i proizvodnju pilot epizode. Produkcija pilot epizode započela je 7. ožujka 2018., snimanjem u Los Angelesu, Oxnardu, Burbanku i New Yorku.
Serija je 10. svibnja 2019. obnovljena je za drugu sezonu. U svibnju 2020. godine ABC je obnovio seriju za treću sezonu, koja je premijerno prikazana 3. siječnja 2021.
Dana 15. svibnja 2021. ABC je obnovio seriju za četvrtu sezonu., koja se prikazivala od 26. rujna 2021. ABC je 30. ožujka 2022. seriju obnovio za petu sezonu, koja se prikazivala od 25. rujna 2022. U travnju 2023. ABC je u obnovio seriju za šestu sezonu, koja se prikazuje od 20. veljače a sadrži 10 epizoda. Serija je 15. travnja 2024. obnovljena za sedmu sezonu.

## Spinoff
ABC je 8. veljače 2022., naručio pilot epizodu za spinoff seriju usredotočenu na pedesetogodišnju FBI novakinju s glumicom Niecy Nash u glavnoj ulozi. Pilot epizoda predstavljena je kao backdoor pilot u 19. i 20. epizodi četvrte sezone Novaka. Glumačka ekipa serije uključuje Kat Foster, Felixa Solisa i Frankieja Faisona. Spin-off serija naručena je 13. svibnja 2022. pod naslovom The Rookie: Feds.

## Vanjske poveznice
- Službena stranica na abc.com (engl.)
- The Rookie u internetskoj bazi filmova IMDb-a (engl.)